# Sozialistische Marktwirtschaft
Die Sozialistische Marktwirtschaft oder Sozialistische Marktwirtschaft mit chinesischen Merkmalen ist der offizielle Begriff für die Wirtschaftsordnung der Volksrepublik China nach den Reformen Deng Xiaopings. Auch andere Staaten bezeichnen ihr Wirtschaftssystem als sozialistische Marktwirtschaft, beispielsweise die Sozialistische Republik Vietnam, nach marktwirtschaftlichen Reformen unter dem Namen Đổi mới (Erneuerung). Das Konzept einer Sozialistischen Marktwirtschaft wird auch allgemein theoretisch dargestellt.

## Beschreibung
Die Sozialistische Marktwirtschaft ist ein Konzept, das zuerst in Jugoslawien nach dem Bruch mit der Sowjetunion und der Abwendung vom Stalinismus eingeführt wurde. Besonderheit des jugoslawischen Sozialismus (Titoismus), war die Arbeiterselbstverwaltung, bei welcher die Staatsunternehmen von den Beschäftigten geführt wurden. Die Sozialistische Marktwirtschaft chinesischer Prägung wurde von Deng Xiaoping im Zuge einer Integration des Marktes in eine Planwirtschaft in der Volksrepublik China konstruiert und später in Vietnam ähnlich wiederholt. Nach seiner Durchsetzung in China hat dieses ökonomische System die chinesische Planwirtschaft ergänzt und zu den hohen Wachstumsraten des Bruttoinlandsproduktes in den letzten Jahrzehnten mit beigetragen. Innerhalb des Modells bilden auch Privatunternehmen einen wichtigen Teil des Wirtschaftssystems.

### Privatsektor
Der größte Teil des Wirtschaftswachstums in China wird dem privaten Sektor zugeschrieben, der zweimal so schnell wächst wie die offiziellen Wachstumszahlen insgesamt und der kontinuierlich größer wird. Allerdings ist die Größe des Privatsektors schwierig zu bemessen, weil dieser Sektor oftmals von den offiziellen Quellen bei der Berechnung des BIP zu klein geschätzt wird. Hierbei tendiert die Statistik dazu, kleine Unternehmer zu ignorieren oder private Unternehmen nicht als solche in die Bewertung mit aufzunehmen.
Darüber hinaus werden immer noch häufig private Unternehmen von ihren Eigentümern weiterhin als kollektive Unternehmen deklariert. Zudem wird oft die Größe von Privatunternehmen kleiner dargestellt, als sie eigentlich ist. Der Privatsektor generierte etwa 70 % des BIP im Jahr 2005. Diese Zahl könnte unter Beachtung des Chengbao-Systems sogar größer sein. Innerhalb dieses Systems verwalten Privatunternehmer solche Vermögen oder Wirtschaftssubjekte, die nominell dem Staat gehören. Die Regierung behält dabei die Kontrolle über strategische Industrien.

### Öffentlicher Sektor
Im Jahr 2005 wurden die marktorientierten Reformen inklusive der Privatisierung praktisch angehalten oder teilweise sogar zurückgedreht. 2006 erklärte die chinesische Regierung, dass die Rüstungsindustrie, Energieerzeugung, die Öl- und Petrochemie, Telekommunikation, Kohleabbau, Luft- und Schifffahrt unter der „absoluten Kontrolle des Staates“ verbleiben müssen und auch weiterhin gesetzlich öffentliches Eigentum bleiben. Der Staat behält auch die indirekte Kontrolle bei der Anleitung der nichtstaatlichen Wirtschaft über das Finanzsystem, das finanzielle Mittel nach staatlichen Interessen verleiht.
Der Staatssektor konzentriert sich in den Großindustrien der Wirtschaft, während der wachsende Privatsektor primär im Bereich der Waren- und Konsumgüterproduktion und der Leichtindustrie zu finden ist. Zentralisierte Planung, die auf obligatorischen Produktionsmengen und -quoten basiert, wurde für den Großteil der Wirtschaft durch einen freien Marktmechanismus und reine Indikativplanung für die großen Staatsindustrien ersetzt. Im Gegensatz dazu steht die frühere Imperativplanung, die viel genauere Vorgaben für die Produktionsmengen gemacht hatte.
Ein großer Unterschied zur alten Planwirtschaft ist die Umstrukturierung der Staatsunternehmen auf einer kommerziellen Basis mit der Ausnahme von nur 150 sehr großen Staatsunternehmen, die weiterhin direkt von der Zentralregierung verwaltet werden. Die meisten davon besitzen Tochterunternehmen.
Diese Staatsunternehmen besitzen eine hohe Autonomie, sodass sie selbst ihre eigenen CEOs wählen und ihren selbst erwirtschafteten Profit behalten können. Sie unterscheiden sich aber von den Privatunternehmen darin, dass sie notfalls vom Staat gerettet werden, wenn sie in wirtschaftliche Probleme geraten. Bis zum Jahr 2008 haben diese staatseigenen Unternehmen eine große Dynamik erfahren und konnten so einen Beitrag zur Steigerung der Staatseinnahmen leisten. Der Staatssektor leitete den wirtschaftlichen Erholungsprozess und ein gesteigertes Wachstum im Jahr 2009 nach der Finanzkrise ein. Der Grund dafür liegt darin, dass der größte Teil des chinesischen Konjunkturpakets sich an diese staatseigenen Unternehmen richtete.
Dieser Typ eines Wirtschaftssystems wird aus chinesisch-marxistischer Perspektive verteidigt, die argumentiert, dass eine sozialistische Planwirtschaft nur möglich ist, nachdem zunächst eine umfassende Warenwirtschaft mit marktwirtschaftlichen Elementen etabliert wurde. Erst nach deren vollständiger Entwicklung wird sie sich schließlich selbst erschöpfen und graduell in eine Planwirtschaft verwandeln.

## Geschichte
Die Transformation zu einer Sozialistischen Marktwirtschaft begann im Jahr 1978, als Deng Xiaoping sein Programm des Sozialismus mit chinesischen Merkmalen einführte. Die Reform- und Öffnungspolitik startete mit der Dekollektivierung der Landwirtschaft und der Duldung von Privatwirtschaft und ausländischen Direktinvestitionen ab 1979 und führte später weiter zu weitreichenden Reformen von der Privatisierung des Staatssektors über die Liberalisierung von Handel und der Konsumgüterpreise bis hin zur Abschaffung der sozialstaatlichen Leistungen im ehemaligen Danwei-System in den späten 1990er Jahren. Seit dem Beginn der Deng'schen Reformen wuchs Chinas Bruttoinlandsprodukt von etwa 150 Mrd. US-Dollar auf mehr als 1,6 Billionen Dollar mit einem jährlichen Wachstum von durchschnittlich 9,4 %. Ab dem Jahr 2004 waren die Hälfte der übriggebliebenen staatseigenen Unternehmen bereits in Aktiengesellschaften umgewandelt.
Der Anteil des Privatsektors am BIP stieg von weniger als 1 % im Jahr 1978 auf 70 % im Jahr 2005 und setzt sein Wachstum auch weiterhin fort. Wegen der schwachen wirtschaftlichen Leistungen der traditionellen Staatsunternehmen in der Marktwirtschaft schlug China eine Strategie der umfangreichen Privatisierung ein. In diesem Modell behält der Staat zwar formell das Eigentum und die Kontrolle über die großen staatlichen Unternehmen, hat aber wenig direkten Einfluss auf deren internes Management.

## Philosophische Debatte
Trotz der offiziellen Bezeichnung als „Sozialismus“ wird die Sozialistische Marktwirtschaft von westlichen Beobachtern oftmals als freier marktwirtschaftlicher Kapitalismus umschrieben. Kritik in diese Richtung kommt auch von den orthodoxen Marxisten, die in diesem System eine Wiederherstellung der kapitalistischen Besitz- und Produktionsverhältnisse sehen. Das System entmachte die Arbeiterklasse und führe zu einer starken Ungleichheit zwischen Arm und Reich und damit einer Formierung einer immer größer werdenden kapitalistischen Klasse.
Orthodoxe Marxisten glauben, dass eine solche sozialistische Warenwirtschaft in sich widersprüchlich sei. Andere Sozialisten glauben, dass die VR China zu viele kapitalistische Elemente in ihr System aufgenommen habe und es damit besonders durch die Art der Warenproduktion letztlich zu einem kapitalistischen Wirtschaftssystem führe. Die Wirtschaftsreformen Deng Xiaopings wurden auch von der chinesischen Bevölkerung kritisiert, was sich etwa bei den Protesten auf dem Tian’anmen-Platz von 1989 zeigte, die sich unter anderem gegen die größer werdende Kluft zwischen Arm und Reich richteten.
Befürworter des Systems vor allem von chinesischer Seite aus argumentieren mit einer stark abgewandelten Variante des Historischen Materialismus. Dieser wurde nach deren Argumentation auf die chinesischen Besonderheiten und die Gegenwart angepasst.
Die Sozialistische Marktwirtschaft wird dabei als Anfangsstadium des Sozialismus definiert. Oskar Weggel fasst den damit zusammenhängenden ideologischen Sprung als „Grauzonenideologie“ zusammen:

„Hatte sich China beim Großen Sprung von 1958 bereits im Endstadium des Sozialismus gewähnt, so wurde nun, 29 Jahre später (!), die „Theorie vom Anfangsstadium des Sozialismus“ verkündet. Erst 2049, also genau 100 Jahre nach Ausrufung der Volksrepublik, sei das Land wirtschaftlich und gesellschaftlich reif genug, um ins vollsozialistische Stadium übertreten zu können. Bis dahin sei eine Übergangsperiode zu durchlaufen, die unter dem Stichwort „sozialistische Warenwirtschaft“ steht. Hatte Marx den Revolutionsplan dreistufig angelegt (Kapitalismus, Sozialismus, Kommunismus), so galt für China von jetzt an ein fünfstufiges Schema: Halbfeudalismus/Kapitalismus – Neue Demokratie – Sozialistische Warenwirtschaft – Vollsozialismus – Kommunismus. In der Phase des Warensozialismus, die zur Zeit im Gange sei, gelte es, pragmatisch zu handeln und sich all jener Mittel zu bedienen, die das Gemeinwesen sozioökonomisch voranbrächten.“

## Unterschiede zwischen den Wirtschaftsordnungen
Die Unterschiede zwischen den verschiedenen Wirtschaftsordnungen stellt Heinz-Josef Bontrup wie folgt gegenüber:
|                   | Zentralverwaltungswirtschaft    | Sozialistische Marktwirtschaft                      | Kapitalistische Marktwirtschaft                           |
| ----------------- | ------------------------------- | --------------------------------------------------- | --------------------------------------------------------- |
| Preis             | staatlich fixierte Preise       | Staatlich fixierte Preise und teilweise Marktpreise | Marktpreise, ausnahmsweise auch Mindest- und Höchstpreise |
| Produktionsmittel | Produktionsmittel verstaatlicht | Vergesellschaftetes Eigentum an Produktionsmitteln  | Privateigentum an Produktionsmitteln                      |
| Formalziel        | Prinzip der Planerfüllung       | Einkommensprinzip und teilweise Gewinnprinzip       | Gewinnprinzip, ausnahmsweise auch Kostendeckungsprinzip   |

## Weitere Beispiele für sozialistische Marktwirtschaften
- Das heutige Vietnam nach den Đổi mới (viet. Erneuerung) genannten Wirtschaftsreformen[22]
- Laos nach diversen Reformen des privaten Sektors
- Titoismus im ehemaligen Jugoslawien[23]